# Comma 22 (romanzo)
Comma 22 (Catch-22) è un romanzo del 1961 di Joseph Heller.
Feroce critica alla guerra, narra le disavventure di un gruppo di aviatori statunitensi appartenenti a uno stormo di bombardieri operante in Italia durante la seconda guerra mondiale.
Da esso origina anche il cosiddetto paradosso del Comma 22.

## Trama
Il romanzo, basato su esperienze personali dello stesso Heller, aviatore nell'USAF durante la seconda guerra mondiale, è ambientato in Italia, contesto che Heller aveva avuto occasione di conoscere durante il conflitto. Al centro della vicenda un reparto di aviatori (di stanza sull'isola di Pianosa) che esegue pericolose missioni di bombardamento a bordo di B-25 Mitchell (lo stesso tipo di velivolo su cui aveva volato Heller). Maggiore è il numero di missioni eseguite, maggiore è la probabilità di essere feriti o uccisi e maggiore lo stress psicologico cui vengono sottoposti i membri del reparto.
Il più stressato è senz'altro il capitano Yossarian, che è terrorizzato all'idea che il numero delle missioni che ogni aviatore deve svolgere prima del congedo continui ad aumentare. I timori di Yossarian non sono del tutto infondati: il numero di missioni aumenta più volte nel corso del romanzo, a causa dell'ambizione e del cinismo del comandante dello stormo, il colonnello Cathcart.
Attorno a Yossarian, che comincia a fare cose bizzarre nella speranza di essere diagnosticato pazzo e quindi inabile al volo, ruotano altri personaggi più o meno strambi: Aarfy, il maggiore Maggiori, Dunbar, Milo Minderbinder, il pastore Shipman, e altri. Dall'interazione di questi individui nasce una serie interminabile di gag e di scene surreali e irresistibilmente comiche, tutte basate sull'assurdità della guerra vista con gli occhi della truppa, della carne da cannone.
La vicenda si snoda però in ordine non cronologico: i vari capitoli sono disposti disordinatamente, e coinvolgono il lettore in un vorticoso gioco di spostamenti temporali, ruotanti tutti attorno all'attimo tragico in cui Yossarian ha dovuto assistere alla morte di un membro dell'equipaggio del suo bombardiere, ferito a morte in una missione sull'Italia settentrionale. Nonostante la causa dei comportamenti folli dell'ufficiale sia quell'episodio (che quindi dovrebbe precedere molti altri raccontati nel romanzo), esso viene piazzato da Heller nel penultimo capitolo. In questo modo la narrazione della vicenda rispecchia il disordine della memoria dello stesso Yossarian, scombussolata dal trauma e intenta disperatamente a rimuovere l'evento scioccante, che però continua inesorabilmente a ripresentarsi.
Attorno alle vicende degli aviatori si avvolge una ragnatela di storie grottesche di burocrazia militare e sopraffazione, di cui sono protagonisti gli ufficiali superiori (come il cinico e brutale generale Dreedle), che s'intrecciano continuamente con la storia di Yossarian e dei suoi commilitoni.

## Fonti di ispirazione
Nel suo libro 3x18, lo scrittore ceco Arnošt Lustig racconta che Joseph Heller gli aveva confidato che non avrebbe mai potuto concepire Comma 22 senza aver letto Il buon soldato Švejk di Jaroslav Hašek.

## Nella cultura popolare
- Yossarian e altri personaggi di Comma 22 appaiono nel successivo romanzo di Heller, Tempo scaduto (1994).
- Il gruppo ska punk statunitense Catch 22 ha preso il suo nome dal romanzo.
- La Death metal band svedese Hypocrisy ha omaggiato l'opera intitolando Catch 22 il loro ottavo disco da studio.[1]
- Catch 22 è una canzone nell'album War to End All Wars di Yngwie Malmsteen.
- Esiste una omonima casa editrice di Bologna[2] e un omonimo gruppo musicale italiano punk-rock.[3]
- Bonvi, autore delle famose vignette satiriche e antimilitariste Sturmtruppen, ha creato una serie di vignette spassose centrate sul Paradosso del Comma 22: «Chi è pazzo può chiedere di essere esentato dalle missioni di guerra, ma chi chiede di essere esentato dalle missioni di guerra non è pazzo.»
- Nel film Un mercoledì da leoni, diretto da John Milius nel 1978, la madre di uno dei protagonisti, interpretata da Barbara Hale, viene disturbata dai ragazzi schiamazzanti mentre sta leggendo Comma 22. La guerra, in particolare quella del Vietnam, è uno dei temi centrali della pellicola.

## Adattamenti
- Comma 22 (Catch 22), regia di Mike Nichols (1970)
- Catch-22 – miniserie TV, 6 episodi (2019)

## Edizioni
- (EN) Catch 22, Simon & Schuster, 10 novembre 1961,  p. 453, ISBN 0-684-83339-5.
- Comma 22, traduzione di Remo Ceserani, Collana i Delfini, Milano, Bompiani, aprile 1963.
- Comma 22, traduzione di Sergio Claudio Perroni, Collana Classici contemporanei, Milano, Bompiani, aprile 2016,  p. 570, ISBN 978-88-452-8024-5.